# Cargolet de Zeledón
El cargolet de Zeledón (Cantorchilus zeledoni) és un ocell de la família dels troglodítids (Troglodytidae).

## Hàbitat i distribució
Habita zones de matolls, arbusts i camps de les terres baixes de l'est de Nicaragua, est de Costa Rica i nord-oest de Panamà.